# Kolombangarasångare
Kolombangarasångare (Phylloscopus amoenus) är en hotad fågel i familjen lövsångare som enbart förekommer på en enda ö i Salomonöarna.

## Utseende och läten
Kolombangarasångaren är en liten (11 cm) men satt lövsångare med relativt kraftig näbb och långa, kraftiga ben, Ett långt och tunt ögonbrynsstreck kontrasterar med mörk panna som övergår i matt olivfärgad ovansida med ett diffust vingband. Undersidan är ljusare med svag streckning. Liknande papuasångaren är slankare med längre stjärt och har ljusare ögonbrynsstreck, gråare huvud med antydan till hjässband och ostreckat gul undersida. Sången består av tre till sex ljusa toner, kortare och vassare än papuasångaren. Lätet är ett metalliskt "tzik".

## Utbredning och systematik
Fågeln förekommer i bergsskogar på ön Kolombangara i centrala Salomonöarna. Den behandlas som monotypisk, det vill säga att den inte delas in i några underarter.

### Släktestillhörighet
DNA-studier visar att släktet Phylloscopus är parafyletiskt gentemot Seicercus. Dels är ett stort antal Phylloscopus-arter närmare släkt med Seicercus-arterna än med andra Phylloscopus (däribland kolombangarasångaren), dels är inte heller arterna i Seicercus varandras närmaste släktingar. Olika taxonomiska auktoriteter har löst detta på olika sätt. De flesta expanderar numera Phylloscopus till att omfatta hela familjen lövsångare, vilket är den hållning som följs här. Andra flyttar bland andra kolombangarasångaren till ett expanderat Seicercus.

### Familjetillhörighet
Lövsångarna behandlades tidigare som en del av den stora familjen sångare (Sylviidae). Genetiska studier har dock visat att sångarna inte är varandras närmaste släktingar. Istället är de en del av en klad som även omfattar timalior, lärkor, bulbyler, stjärtmesar och svalor. Idag delas därför Sylviidae upp i ett antal familjer, däribland Phylloscopidae. Lövsångarnas närmaste släktingar är familjerna cettior (Cettiidae), stjärtmesar (Aegithalidae) samt den nyligen urskilda afrikanska familjen hylior (Hyliidae).

## Status och hot
Kolombangarasångaren har ett mycket litet utbredningsområde och en världspopulation bestående av endast mellan 900 och 1650 vuxna individer. IUCN kategoriserar därför arten som nära hotad.